# Dryopsophus impurus
Espèce
Synonymes
- Hyla impura Peters & Doria, 1878
- Litoria impura (Peters & Doria, 1878)

Statut de conservation UICN

 LC  : Préoccupation mineure
Dryopsophus impurus est une espèce d'amphibiens de la famille des Pelodryadidae.

## Répartition
Cette espèce est endémique de Papouasie-Nouvelle-Guinée. Elle se rencontre sur la côte Sud-Est de la région de Port Moresby jusqu'à la Baie de Milne et Dogura jusqu'à 500 m d'altitude.

## Description
L'holotype mesure 42 mm.

## Publication originale
- Peters & Doria, 1878 : Catalogo dei rettili e dei batraci raccolti da O. Beccari, L. M. D'Albertis e A. A. Bruijn nella sotto-regione Austro-Malese. Annali del Museo Civico di Storia Naturale di Genova, sér. 1, vol. 13, p. 323-450 (texte intégral).